# ルイ1世 (フランドル伯)
ルイ1世（Louis I, 1304年頃 - 1346年8月26日）は、フランドル伯（在位：1322年 - 1346年）。ヌヴェール伯（ルイ2世またはルイ・ド・ヌヴェール、在位：同）、ルテル伯（ルイ2世、在位：1328年 - 1346年）でもあった。父はフランドル伯ロベール3世の長男であるヌヴェール伯ルイ1世、母はルテル伯ユーグ4世の娘ジャンヌ。

## 生涯
1322年7月22日に父が、9月17日に祖父が相次いで亡くなり、1328年に母も死去したことによりヌヴェール、フランドル、ルテルを全て相続した。しかし、フランドルでは毛織物工業で経済発展した都市が領主の権力を脅かすようになり、親フランスのルイ1世と違いフランドル諸都市はイングランドから羊毛を輸入している関係から親イングランド・反フランスであり、両者の関係は緊張していた。
1336年にイングランドが経済制裁としてフランドルへの羊毛輸出を止めたためフランドルは不況に陥り、1337年に百年戦争が始まるとルイ1世はフランスに与したが、ヘントの商人ヤコブ・ヴァン・アルテベルデはヘント、ブルッヘ、イーペルの3都市と結んで蜂起した。1338年にイングランド王エドワード3世もフランドルに上陸、ルイ1世は1339年にフランスへ亡命した。事実上フランドルを確保したアルテベルデは当初中立だったが、1339年に羊毛輸出の再開と引き換えにイングランドと同盟、承諾したエドワード3世も1340年にヘントでフランス王を宣言、フランドルとイングランドの結びつきが強化された。
1345年にアルテベルデが内部抗争で暗殺されたためルイ1世は6年ぶりにフランドルへ復帰出来たが、翌1346年のクレシーの戦いでフランスに味方して戦死した。後を継いだ息子のルイ2世は都市反乱を収拾させ、イングランドへ近付きつつ勢力拡大を図っていった。

## 家族
1320年にフランス王フィリップ5世の次女マルグリットと結婚、一男を儲けた。
- ルイ2世（1330年 - 1384年）